# Torsten Vinell
Klas Torsten Vinell (* 4. Januar 1898 in Stockholm; † 1968) war ein schwedischer Diplomat.

## Werdegang
Vinell war von 1935 bis 1942 Handelsrat bei der schwedischen Gesandtschaft in Berlin. Von 1942 bis 1966 war er Generaldirektor des Allgemeinen Schwedischen Exportverbands.

## Ehrungen
- 1953: Großes Verdienstkreuz der Bundesrepublik Deutschland
- 1957: Großes Verdienstkreuz mit Stern der Bundesrepublik Deutschland